# Aero Boero AB-115
El Aero Boero AB-115 es un entrenador monoplano y monomotor de ala alta mono/biplaza. El avión fue desarrollado y fabricado por Aero Boero, de Argentina. Desde su introducción en 1969, cerca de 70 han sido vendidos, y la mayoría siguen aún en servicio.

## Diseño
Es un desarrollo posterior del modelo Aero Boero AB-95, con motor Lycoming O-235 de 115 cv, con mejoras estéticas de la estructura, y ruedas carenadas. La cubierta del motor es de plástico reforzado y los hipersustentadores y alerones de aleación de aluminio; esta variante voló por vez primera en marzo de 1969. Existió una versión modificada, el Aero Boero AB-115BS, que se caracterizaba por una mayor envergadura, el plano de deriva y el timón en flecha, y una mayor capacidad de combustible.

## Especificaciones
Referencia datos: Jane's All the World's Aircraft 1976-77; Uberlandia Aeroclub's AB-115 Technical Manual

### Características generales
- Tripulación: 1+2
- Carga: 288 kg (634,8 lb)
- Longitud: 7,3 m (23,9 ft)
- Envergadura: 10,7 m (35,2 ft)
- Altura: 2,1 m (6,9 ft)
- Superficie alar: 16,5 m² (177,6 ft²)
- Peso vacío: 602 kg (1326,8 lb)
- Peso máximo al despegue: 890 kg (1961,6 lb)
- Planta motriz: 1×  Textron Lycoming O-235-C2A.
  - Potencia: 115 kW (159 HP; 156 CV)
- Hélices: 1× tripala por motor.

### Rendimiento
- Velocidad crucero (Vc): 220 km/h (137 MPH; 119 kt)
- Velocidad de entrada en pérdida (Vs): 145 km/h (90 MPH; 78 kt)
- Alcance: 2440 km (1317 nmi; 1516 mi)